# Сентрал Хај (Оклахома)
Сентрал Хај (енгл. Central High) град је у америчкој савезној држави Оклахома.

## Демографија
По попису из 2010. године број становника је 1.199, што је 245 (25,7%) становника више него 2000. године.
| Група             | 2000.       | 2010.         |
| Белци             | 871 (91,3%) | 1.064 (88,7%) |
| Афроамериканци    | 1 (0,1%)    | 7 (0,6%)      |
| Азијати           | 0 (0,0%)    | 2 (0,2%)      |
| Хиспаноамериканци | 23 (2,4%)   | 41 (3,4%)     |
| Укупно            | 954         | 1.199         |